# デッドストック〜未知への挑戦〜
『デッドストック〜未知への挑戦〜』（デッドストック みちへのちょうせん）はテレビ東京系列の土曜日1時台の「ドラマ25」第2シリーズとして、2017年7月22日（7月21日深夜）から9月30日（9月29日深夜）まで放送されていたテレビドラマ。
2019年3月28日、アメリカでリメイクされることが発表された。

## 概要
テレビ東京の社屋移転をきっかけに、「虚実入り混じる新感覚ホラードラマ」として制作を開始。オフィスの移転、倉庫から謎の未確認テープが大量に出てきたことは事実で、そこから発想を膨らませている。各話複数の脚本家、演出家が参加し、スクリプトドクターとして三宅隆太が全話の縦ラインを調整しまとめている。
本来の最終話は10話として放送され、最終話はスペシャルエピソードとしてドキュメンタリーを織り交ぜた方式で制作されている。ドラマ内での話数は1話であれば「TAPE#01」と表記される。

## あらすじ
テレビ東京は2016年秋に、虎ノ門（神谷町）にあった旧社屋（日経電波会館）から、六本木の住友不動産六本木グランドタワーに移転したが、その旧社屋のテープ倉庫内に開かずの間があったことが分かった。その中には、訳あり番組の未確認素材のビデオテープが多数眠っていた。
2017年、テレビ東京の新人アシスタントディレクターとして入社した常田大陸（つねた・りく）は、この旧社屋から発見された大量の番組素材を整理する「未確認素材センター」に配置されることになり、同僚の二階堂早織とベテランの佐山暁の3人で、ビデオテープの整理にいそしむ。その中で、二階堂は怪奇現象が記録された映像素材を見つけ、それの続きを撮影して勝手に番組化しようと思いついた。

## キャスト

### 主要人物
常田大陸（つねた りく）
演 - 村上虹郎
テレビ東京の新人AD。「未確認素材センター」に配属される。母親と2人暮らし。
二階堂早織（にかいどう さおり）
演 - 早見あかり
駆け出しディレクター。映像素材を基に企画した番組を作り、「未確認素材センター」から抜け出そうと奮闘する。
佐山暁（さやま さとる）
演 - 田中哲司
ベテランディレクター。かつては敏腕だったが落ちぶれ、「未確認素材センター」に島流しにされたという噂。

### ゲスト
第1話
- 常田忍 - 中村優子（第3・5・8 - 10話）
- 松本志保 - 飛鳥凛
- ディレクター - 野中隆光
- 包帯女 - 屋敷紘子
- 間宮武雄 - 酒向芳

第2話
- 三枝照代 - 筒井真理子（第5・7 - 10話）
- 磯山證観 - 佐藤誓
- 先代の住職 - 田窪一世
- 柏木あかね - 木内心結

第3話
- 南雲亜紀子 - 冨樫真
- 南雲宏信 - 千葉哲也
- 青木 - 天使もえ
- レポーター - 西ノ園達大

第4話
- 轡田奈津美 - 趣里
- 幼い頃の早織 - 篠川桃音
- 幼い頃の奈津美 - 田牧そら
- 轡田弥生 - 武藤令子

第5話
- 野村瑠衣 - 山口香緒里
- 等々力恒夫 - 有薗芳記

第6話
- 榊恭介 - 中村倫也
- 安西史郎 - おかやまはじめ
- 安西うめ - 堀田茜
- ホステス - 朝倉えりか、中島愛里、藍菜
- レポーター - 山本竜二

第7話
- 長谷部かつら - 森田望智
- 柏木拓哉 - 小林竜樹
- レポーター - 小村裕次郎

第8 - 10話
- 美濃部知世 - 我妻三輪子
- 幼い頃の大陸 - 川口和空

最終話
- 本人役 - 清田益章
- 本人役 - 森達也

## スタッフ
- 脚本 - 加藤淳也、三宅隆太、継田淳
- 監督 - 権野元、三宅隆太、森達也
- オープニングタイトル - 長久允
- オープニングテーマ - AKLO×JAY'ED 『Different Man』（トイズファクトリー）
- エンディングテーマ - UA 『Moor』（SPEEDSTAR RECORDS）
- 音楽監督 - 遠藤浩二
- 音楽 - LEO今井
- VFX - 井上英樹
- アクションコーディネーター - 出口正義
- 音響効果 - 柴崎憲治、赤澤勇二
- 特殊造型 - 松井祐一、三好史洋
- 技術協力 - 映広
- 美術協力 - サンズデコール(京映アーツ）
- ポスプロ - ザ・チューブ
- 企画開発協力 - amuse group usa.inc(アミューズ）、エリザベス・クッシュマン、朽網泰匡
- プロデューサー - 五箇公貴、北村圭、向井達矢
- チーフプロデューサー - 大和健太郎
- 制作 - テレビ東京、ラインバック
- 製作著作 - 『デッドストック～未知への挑戦～』製作委員会

## 放送日程
| 各話   | 放送日  | 脚本              | 監督     |
| ------ | ------- | ----------------- | -------- |
| 第1話  | 7月22日 | 加藤淳也 三宅隆太 | 権野元   |
| 第2話  | 7月29日 | 加藤淳也 三宅隆太 | 三宅隆太 |
| 第3話  | 8月05日 | 加藤淳也 三宅隆太 | 権野元   |
| 第4話  | 8月12日 | 加藤淳也 三宅隆太 | 権野元   |
| 第5話  | 8月19日 | 継田淳 三宅隆太   | 三宅隆太 |
| 第6話  | 8月26日 | 加藤淳也 三宅隆太 | 権野元   |
| 第7話  | 9月02日 | 加藤淳也 三宅隆太 | 三宅隆太 |
| 第8話  | 9月09日 | 加藤淳也 三宅隆太 | 権野元   |
| 第9話  | 9月16日 | 加藤淳也 三宅隆太 | 権野元   |
| 第10話 | 9月23日 | 加藤淳也 三宅隆太 | 権野元   |
| 最終話 | 9月30日 | 加藤淳也 三宅隆太 | 森達也   |

## 放送局
| 放送期間                | 放送時間                       | 放送局       | 対象地域   | 備考   |
| ----------------------- | ------------------------------ | ------------ | ---------- | ------ |
| 2017年7月22日 - 9月30日 | 土曜 0:52 - 1:23（金曜深夜）   | テレビ東京   | 関東広域圏 | 製作局 |
|                         |                                | テレビ北海道 | 北海道     |        |
|                         |                                | テレビ大阪   | 大阪府     |        |
|                         |                                | TVQ九州放送  | 福岡県     |        |
|                         | 金曜 01:00 - 01:30（木曜深夜） | テレビ愛知   | 愛知県     |        |